# Propylamine
La propylamine est un composé organique de formule semi-développée CH3CH2CH2NH2. Il s'agit d'une amine primaire liquide, incolore, corrosive et très inflammable, précurseure de nombreux composés en synthèse organique.